# Гусак, Алексей Адамович
Алексей Адамович Гусак (1 ноября 1927 — 9 июля 2012) — советский и белорусский учёный, математик, кандидат физико-математических наук (1955), профессор (1976).

## Биография
В 1947 с отличием окончил Мозырское педагогическое училище.
Член КПСС с 1949 года. В 1952 закончил отделение математики физико-математического факультета БГУ.
В апреле 1953 после собеседования с академиком А. Н. Колмогоровым, предложено место в аспирантуре и в 1955 году он был зачислен в аспирантуру механико-математического факультета МГУ имени М. В. Ломоносова.
В ноябре 1955 года был направлен на работу в БГУ на должность ассистента.
В 1956 защитил кандидатскую диссертацию по истории математики под руководством профессора С. А. Яновской. В 1976 решением ВАК СССР присвоено учёное звание профессора. В БГУ работал на кафедре геометрии с 1955 до 1968 и с 1975 до 1992, был заведующим кафедрой общей математики с 1968 до 1975 и с 1992 до 1993, последнее время работал профессором кафедры общей математики и информатики с 1993 до 2012. С 1960 до 1963 одновременно с преподаванием в университете работал заместителем начальника управления вузов Министерства высшего и среднего специального образования БССР, с 1959 до 1960 был заместителем, с 1963 до 1974 деканом механико-математического факультета. С 1970 до 1974 являлся председателем Совета по защите кандидатских и докторских диссертаций по математике.
Внёс существенный вклад в развитие метода «поправок», предложенного П. Л. Чебышевым для приближения функций посредством алгебраических многочленов. Значительная часть его работ посвящена развитию математики и математического образования. Вместе с академиком Н. А. Изобовым был руководителем раздела «Математика и механика» научной программы «Развитие науки и культуры Белоруссии» и одним из редакторов книги «Очерки истории науки и культуры Беларуси», с 2000 до 2002 совместно с профессором В. А. Еровенко являлся руководителем научного проекта «Социодинамика математической культуры Беларуси XX века (исторический и философский аспекты)». По результатам историко-математических исследований опубликовал две монографии: «Теория приближения функций. Исторический очерк» и «Гiсторыя матэматыкi». Выступал с докладами на многих международных, всесоюзных, республиканских и зональных научных конференциях. В 1971 и 1974 получал свидетельства участника ВДНХ СССР, где экспонировались учебные пособия. Был одним из научных консультантов редакции физико-математических и технических наук 18-томной «Белорусской энциклопедии», являлся научным консультантом 6-томной «Белорусской энциклопедии» и одним из авторов «Математической энциклопедии». В 1977 опубликовал учебник для студентов вузов «Высшая математика. В 2-х томах» с грифом Министерства высшего и среднего специального образования СССР, в 2009 году вышло 7-е издание этой книги, популярной у учащихся на территории СНГ.
Многие годы занимался общественной работой, являлся учёным секретарём секции математики и механики научно-технического совета Министерства высшего и среднего специального образования БССР, был членом бюро методического объединения преподавателей математики вузов республики, членом совета Белорусского объединения историков естествознания и техники, членом научно-методического совета БГУ, а также членом комиссии по истории науки НАН Республики Беларусь и международной комиссии по истории математики.

### Награды
- две грамоты Президиума Верховного Совета БССР (1961, 1971);
- медаль «За доблестный труд. В ознаменование 100-летия со дня рождения В.И. Ленина» (1970)[1];
- почётный знак Министерства высшего и среднего специального образования СССР «За отличные успехи в работе» (1981)[1];
- нагрудный знак «Выдатнiк адукацыi Рэспублікі Беларусь» (1997);
- почётная грамота Совета министров Республики Беларусь (2007);
- почётные грамоты Министерства высшего и среднего специального образования БССР и БГУ.

## Публикации
Автор более 300 опубликованных работ, в том числе более 20 книг, часть из которых написана в соавторстве. Учебные пособия по дифференциальной геометрии, опубликованные в соавторстве, переизданы на венгерском, испанском и французском языках.
- Гусак А. А. (под ред.), Гусак Г. М., Капуцкая Д. А. Математика для подготовительных отделений вузов. Минск: Вышэйшая школа, 1989. — 494 с.: ил. ISBN 5-339-00226-8.[3]
- Гусак А. А., Гусак Г. М. Справочник по высшей математике. Навука і тэхніка[тарашк.], 1991. ISBN 5-343-007-02-3.[4]